# St. Clemens (Groß Börnecke)

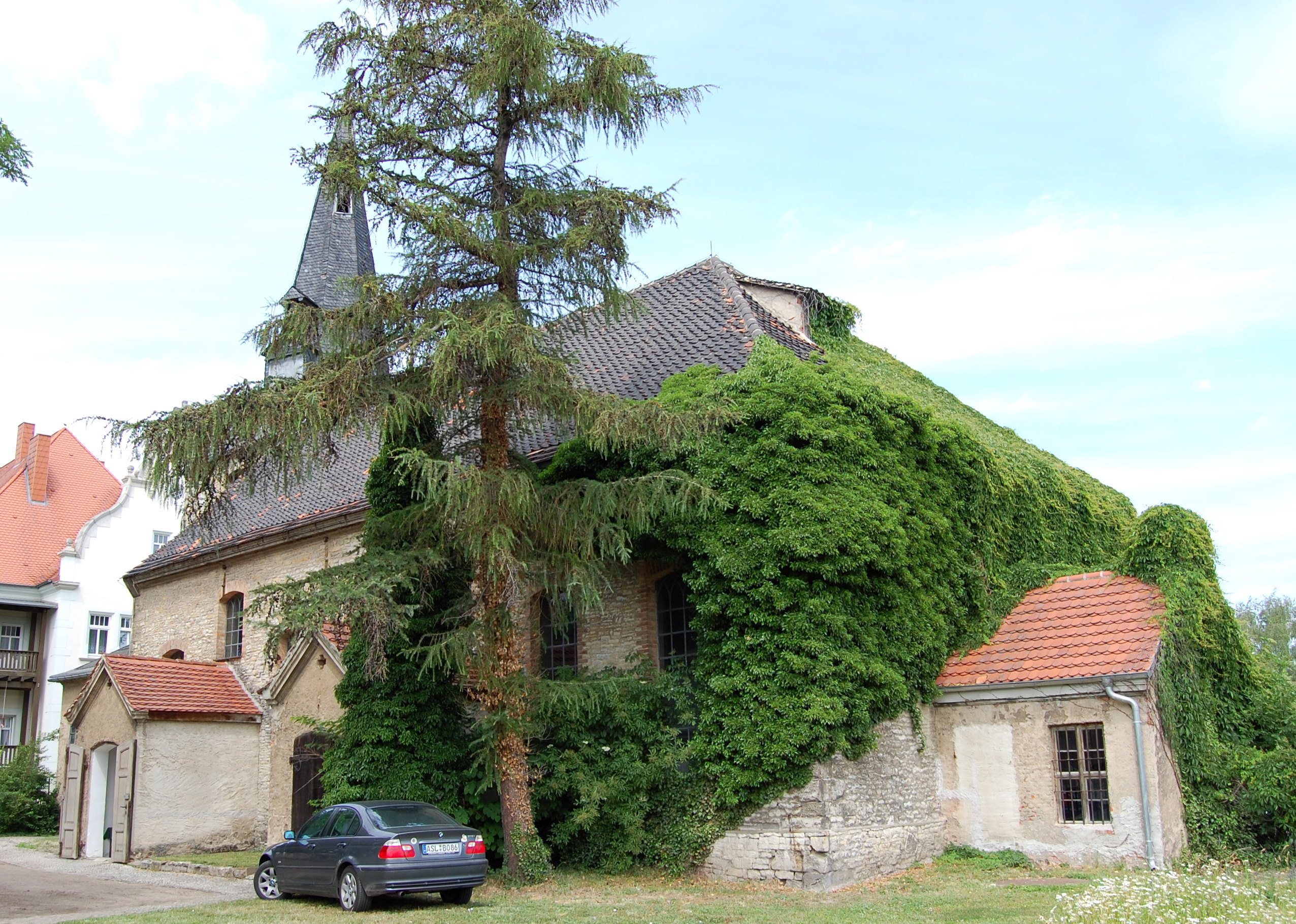
St.-Clemens-Kirche

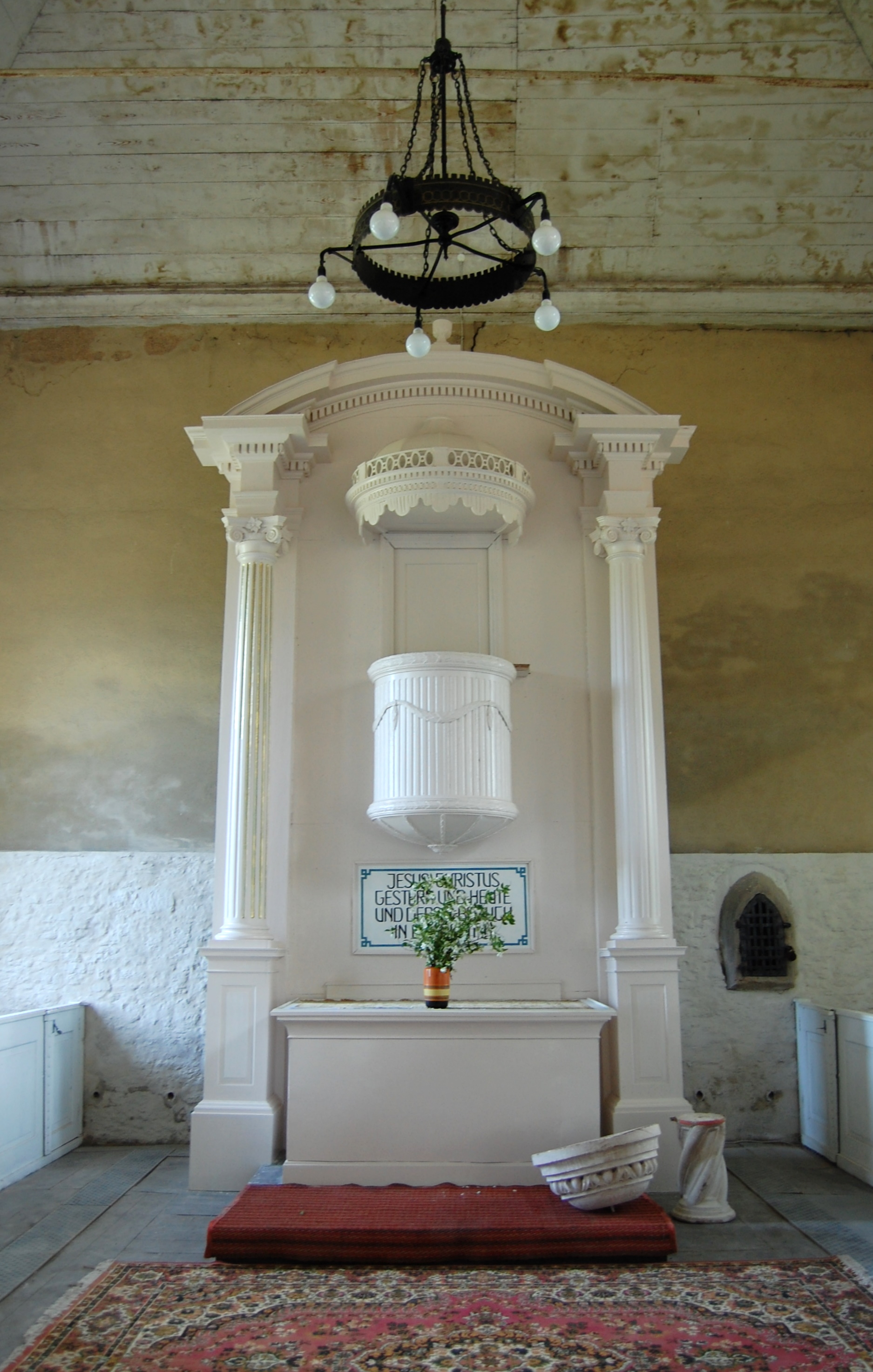
Kanzelaltar

Die St.-Clemens-Kirche ist eine evangelische Kirche im Dorf Groß Börnecke in Sachsen-Anhalt.
Das heute nicht mehr kirchlich genutzte Gebäude geht bis auf Spätromanik zurück. Aus dieser Zeit stammt noch der westlich des Kirchenschiffs befindliche Kirchturm. Das heutige Schiff entstand 1791 bis 1794 im Stil des Klassizismus mit rechteckigem Grundriss.
Das Kircheninnere wird von einem hölzernen Tonnengewölbe überspannt. Von der klassizistischen Ausstattung blieb vor allem der an der Ostwand stehende Kanzelaltar erhalten, der von der an der Ostseite befindlichen Sakristei aus erreichbar ist. Auch das Gestühl und die Dreiseitenempore stammen noch aus der Zeit des Klassizismus.
Für die Kirche besteht ein Förderverein. Sie wird für kulturelle Zwecke genutzt.